# Dagblad voor Noord-Limburg
Dagblad voor Noord-Limburg was een tot 1996 in Venlo en omgeving uitgegeven plaatselijke krant, die nadien is opgegaan in Dagblad De Limburger. De krant was de opvolger van de tot 1944 uitgegeven Nieuwe Venlosche Courant. Aanvankelijk wilde men in 1945 bij de doorstart deze naam blijven gebruiken, maar omdat deze naam (vooral in de tweede helft van de Tweede Wereldoorlog) werd gezien als de krant van collaborateurs werd door de overheid bepaald dat men een andere naam moest gaan voeren.
Deze eerste dagelijks uitgebrachte krant werd een populair nieuwsblad in de regio, mede door een mengeling van lokaal, provinciaal, landelijk en wereldnieuws.
De krant – in de volksmond 'Tantje Betje' – werd jarenlang geleid door hoofdredacteuren met een uitgesproken conservatief-katholieke signatuur. Onder leiding van chef-redacteur Cor Deneer werd een einde gemaakt aan de gewoonte om die signatuur ook door te laten klinken in de redactionele kolommen. Zo ontstond er een scheiding tussen het hoofdredactionele beleid en de redactionele praktijk. Die laatste uitte zich in degelijke journalistieke producties met nadruk op duiding en informatie, aangestuurd door journalisten als Jan Derix en Jo Wijnen.
De krant ontwikkelde zich gedurende de jaren tot een medium dat zich bewust inzette voor de emancipatie van de bevolking zonder onderscheid van politieke, sociale, culturele of raciale voorkeur, ondanks de strikte opvattingen van de toenmalige hoofdredacteur Maarten Plukker. Het feitelijke hoofdredacteurschap kwam hierdoor te liggen bij de adjunct-hoofdredactie en de chef-redacties. Het Dagblad voor Noord-Limburg werd daardoor een 'zelforganiserende' journalistieke onderneming, mede dankzij de visies van de chefs van de diverse redactieonderdelen.